# Nhật thực 26 tháng 12, 2019
Nhật thực hình khuyên sẽ xảy ra từ 10 giờ 44 phút đến khoảng 14 giờ 01 phút (giờ Hà Nội, nhật thực một phần tại Việt Nam) ngày 26 tháng 12 năm 2019. Nhật thực xảy ra khi Mặt Trăng đi qua giữa Trái Đất và Mặt Trời, do đó hoàn toàn hoặc một phần Mặt Trăng che khuất Mặt Trời tại một số nơi trên Trái Đất. Nhật thực hình khuyên xảy ra khi đường kính góc của Mặt Trăng nhỏ hơn Mặt Trời, chặn lại hầu hết ánh sáng của Mặt Trời và khiến Mặt Trời trông giống như hình vành khuyên (hình như chiếc nhẫn). Nhật thực hình khuyên xuất hiện dưới dạng nhật thực một phần trên một khu vực rộng hàng nghìn km trên Trái Đất.
Nhật thực hình khuyên sẽ diễn ra ở Ả Rập Xê Út, Qatar, Các Tiểu vương quốc Ả Rập Thống nhất, Oman, Ấn Độ, Sri Lanka, Malaysia, Indonesia, Singapore, Quần đảo Bắc Mariana và Guam. Các nơi tập trung đông dân nằm trên đường nhật thực cực đại bao gồm Kozhikode, Coimbatore, Jaffna, Trincomalee, Sibolga, Batam, Singapore, Singkawang và Guam. Các thành phố như Doha, Madurai, Pekanbaru, Dumai, Johor Bahru và Kuching sẽ có khả năng không thấy đường nhật thực cực đại.
Việt Nam nằm trong khu vực quan sát được nhật thực một phần, tăng dần khi đi từ Bắc vào Nam. Địa điểm quan sát nhật thực một phần cực đại tại Việt Nam nằm tại Hòn Khoai (Cà Mau). Thời gian diễn ra nhật thực một phần từ khoảng 10 giờ 30 phút đến khoảng 14 giờ 30 phút (giờ Việt Nam).

## Thông tin chi tiết về nhật thực hình khuyên ngày 26 tháng 12 năm 2019
| Đường kính góc thiên thực | 0,97010          |
| Khuất thiên thực          | 0,94110          |
| Gamma                     | 0,41351          |
| Loạt Saros                | 132 (46 trên 71) |
| ------------------------- | ---------------- |

| Thiên thực cực đại  | 26/12/2019 05:17:43.6 UTC |
| Thiên thực giao hội | 26/12/2019 05:13:07.5 UTC |
| Xích đạo giao hội   | 26/12/2019 05:14:34.3 UTC |
| ------------------- | ------------------------- |

| Tọa độ                | Mặt Trời | Mặt Trăng |
| Độ xích kinh          | 18.3     | 18.3      |
| Độ thiên              | -23.4    | -23       |
| Đường kính (giây góc) | 1951,4   | 1866,0    |
| --------------------- | -------- | --------- |

| Sự kiện                            | Giờ UTC    |
| Ngoại vùng nửa tối đầu tiên        | 02:29:51.3 |
| Ngoại vùng tối đầu tiên            | 03:34:32.2 |
| Đường thiên thực cực đại đầu tiên  | 03:36:04.1 |
| Nội vùng nửa tối đầu tiên          | 03:37:36.3 |
| Nội vùng tối đầu tiên              | 05:01:26.1 |
| Thiên thực cực đại                 | 05:17:43.6 |
| Ngoại vùng nửa tối cuối cùng       | 05:34:04.7 |
| Ngoại vùng tối cuối cùng           | 06:57:50.7 |
| Đường thiên thực cực đại cuối cùng | 06:59:25.9 |
| Nội vùng nửa tối cuối cùng         | 07:01:00.9 |
| Nội vùng tối cuối cùng             | 08:05:43.9 |
| ---------------------------------- | ---------- |

## Tầm nhìn và nơi xem

Đường đi phác thảo

Đây là nhật thực hình khuyên cũng như là nhật thực cuối cùng của năm 2019. Đường nhật thực cực đại của nó đi qua Bán đảo Ả Rập, miền nam Ấn Độ, Sumatra, Borneo, Philippines và đảo Guam. Nhật thực một phần có thể nhìn thấy rộng hàng ngàn km từ Đường nhật thực cực đại. Nó sẽ bao gồm phần nhỏ của Đông Âu, phần lớn châu Á, Bắc/Tây Úc, phía đông Châu Phi, Thái Bình Dương và Ấn Độ Dương. Nhật thực bắt đầu bằng vùng đối của vùng bóng tối có cường độ là 0,96 và sẽ trải rộng 164 km và di chuyển về phía đông với tốc độ trung bình 1,1 km mỗi giây. Thời gian hình khuyên dài nhất là 3 phút 40 giây, ở mức 5,30 UT1 xảy ra ở Biển Đông (0°45'54.0"B 105°29'06.0"Đ).

Bản đồ cho thấy khả năng nhật thực hình khuyên đi qua Ấn Độ vào ngày 26 tháng 12 năm 2019.

Nhật thực sẽ bắt đầu ở Ả Rập Xê Út cách thủ đô Riyadh khoảng 220 km về phía đông bắc lúc 03:43 UT1 và sẽ kết thúc ở đảo Guam lúc 06:59.4 UT1. Nó sẽ đến Ấn Độ gần Kannur, Kerala lúc 03:56 UT1. Bóng tối sẽ đến bờ biển phía đông nam Ấn Độ lúc 04:04 UT1. Đi qua phía bắc Sri Lanka, nó sẽ đi vào Vịnh Bengal. Các địa điểm chính có thể nhìn thấy tiếp theo là Palau (Malaysia), Sumatra và Singapore. Sau đó, nó đi qua Biển Đông, Biển Borneo và Biển Celebes, quần đảo Philippines và sau đó tiến về phía tây Thái Bình Dương. Nhật thực kết thúc tại đảo Guam lúc 6 giờ UT1 và sẽ trở lại bình thường.

### Đường hình khuyên
Pha hình khuyên của nhật thực này có thể nhìn thấy từ các thành phố sau:
- Hofuf, Ả Rập Xê Út
- Mangalore, Karnataka, Ấn Độ
- Kasaragod, Kerala, Ấn Độ
- Thalassery, Kerala, Ấn Độ
- Kalpetta, Wayanad, Kerala, Ấn Độ[4]
- Kozhikode, Kerala, Ấn Độ
- Udhagamandalam, Tamil Nadu, Ấn Độ
- Palakkad, Kerala, Ấn Độ
- Coimbatore, Tamil Nadu, Ấn Độ
- Erode, Tamil Nadu, Ấn Độ
- Karur, Tamil Nadu, Ấn Độ
- Dindigul, Tamil Nadu, Ấn Độ
- Sivaganga, Tamil Nadu, Ấn Độ
- Tiruchirappalli, Tamil Nadu, Ấn Độ
- Pudukkottai, Tamil Nadu, Ấn Độ
- Jaffna, Sri Lanka
- Trincomalee, Sri Lanka
- Singapore, Singapore
- Batam, Quần đảo Riau, Indonesia
- Tanjung Pinang, Quần đảo Riau, Indonesia
- Singkawang, Tây Kalimantan, Indonesia
- Sri Aman, Sarawak, Malaysia
- Tỉnh Serian, Sarawak, Malaysia
- Tebakang, Sarawak, Malaysia
- Sarangani, Davao Occidental, Philippines
- Hagåtña, Guam

## Hình ảnh

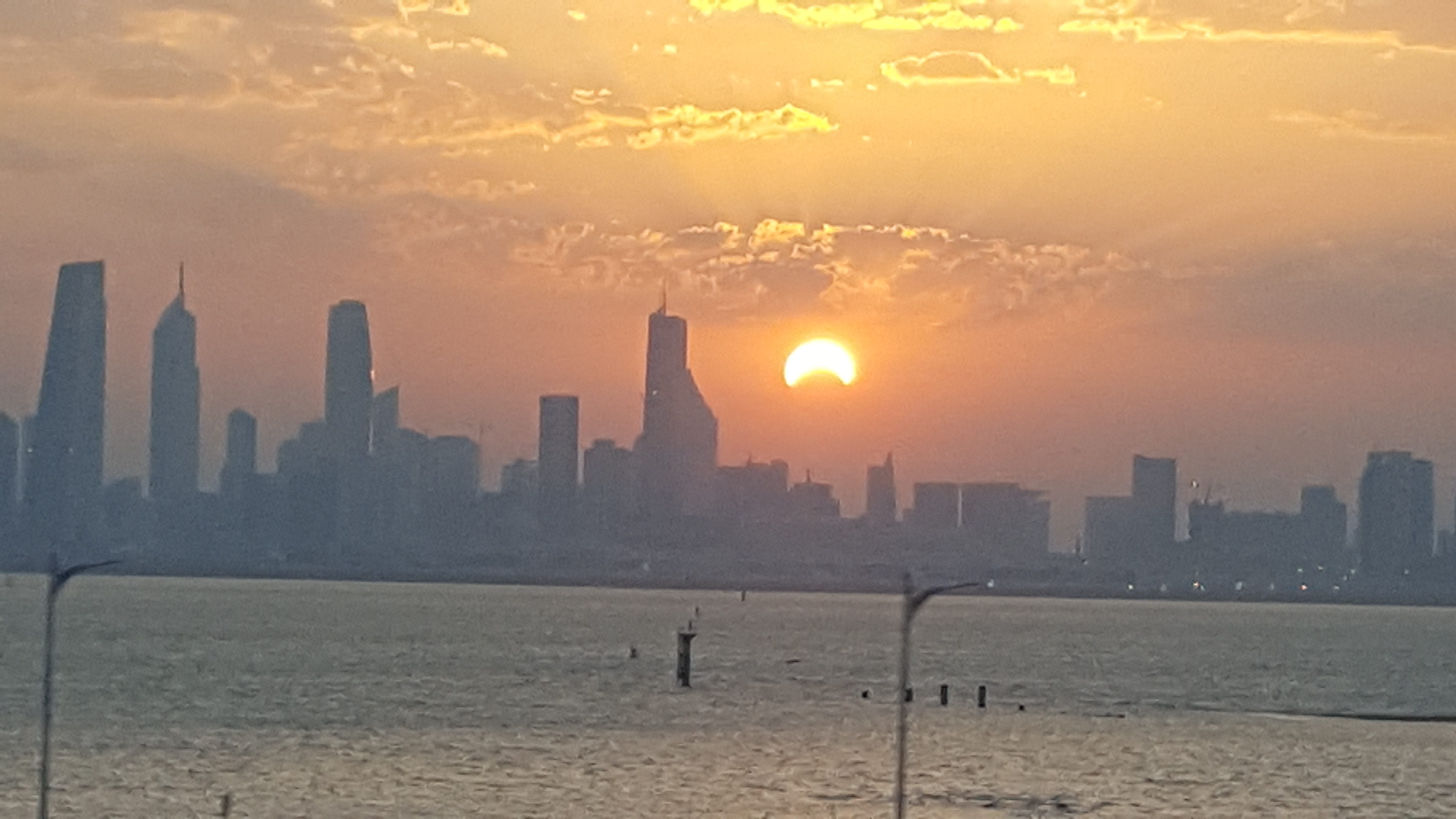
Nhật thực tại Kuwait.

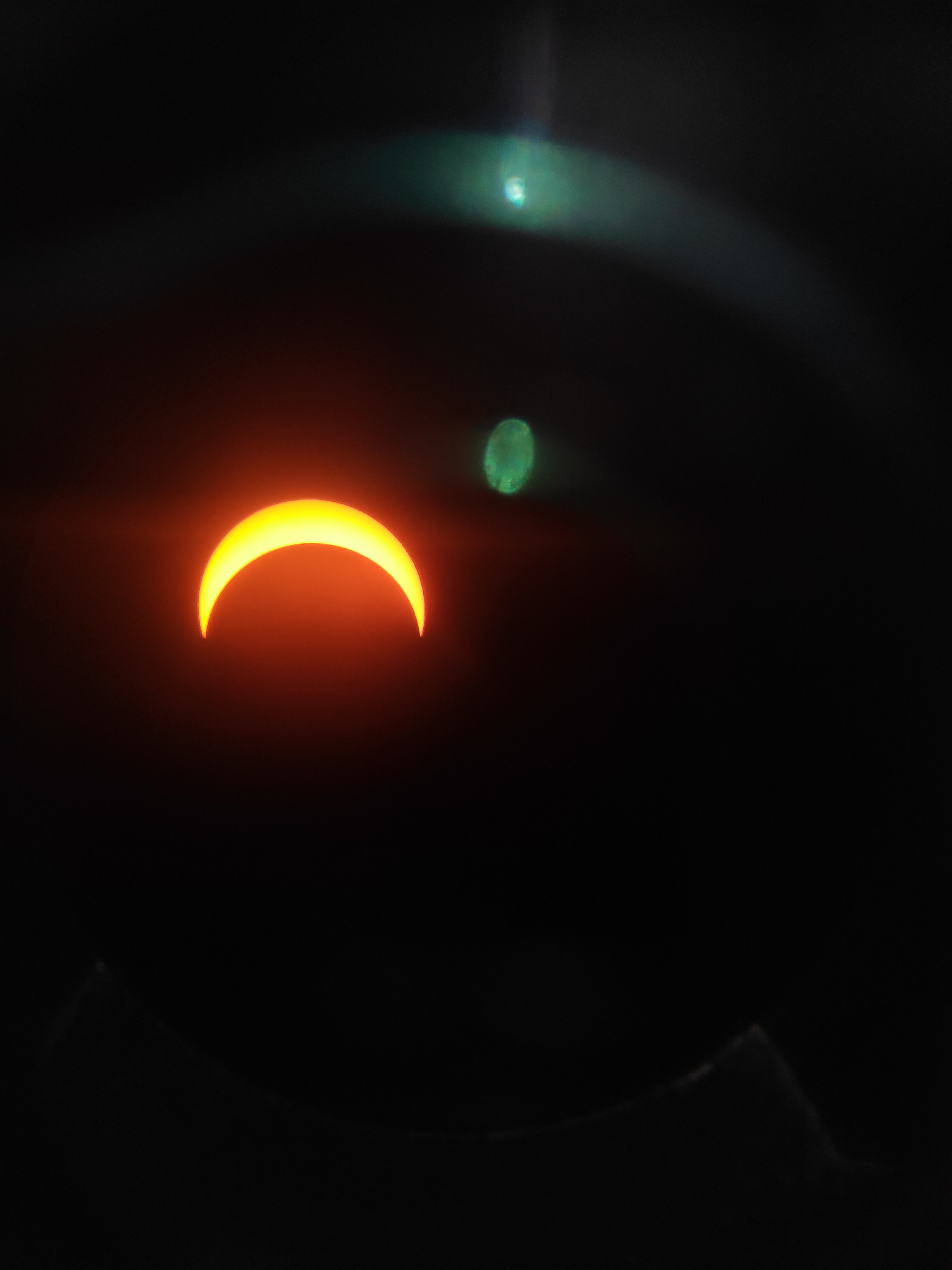
Nhật thực một phần tại Đại học Khoa học, Malaysia.

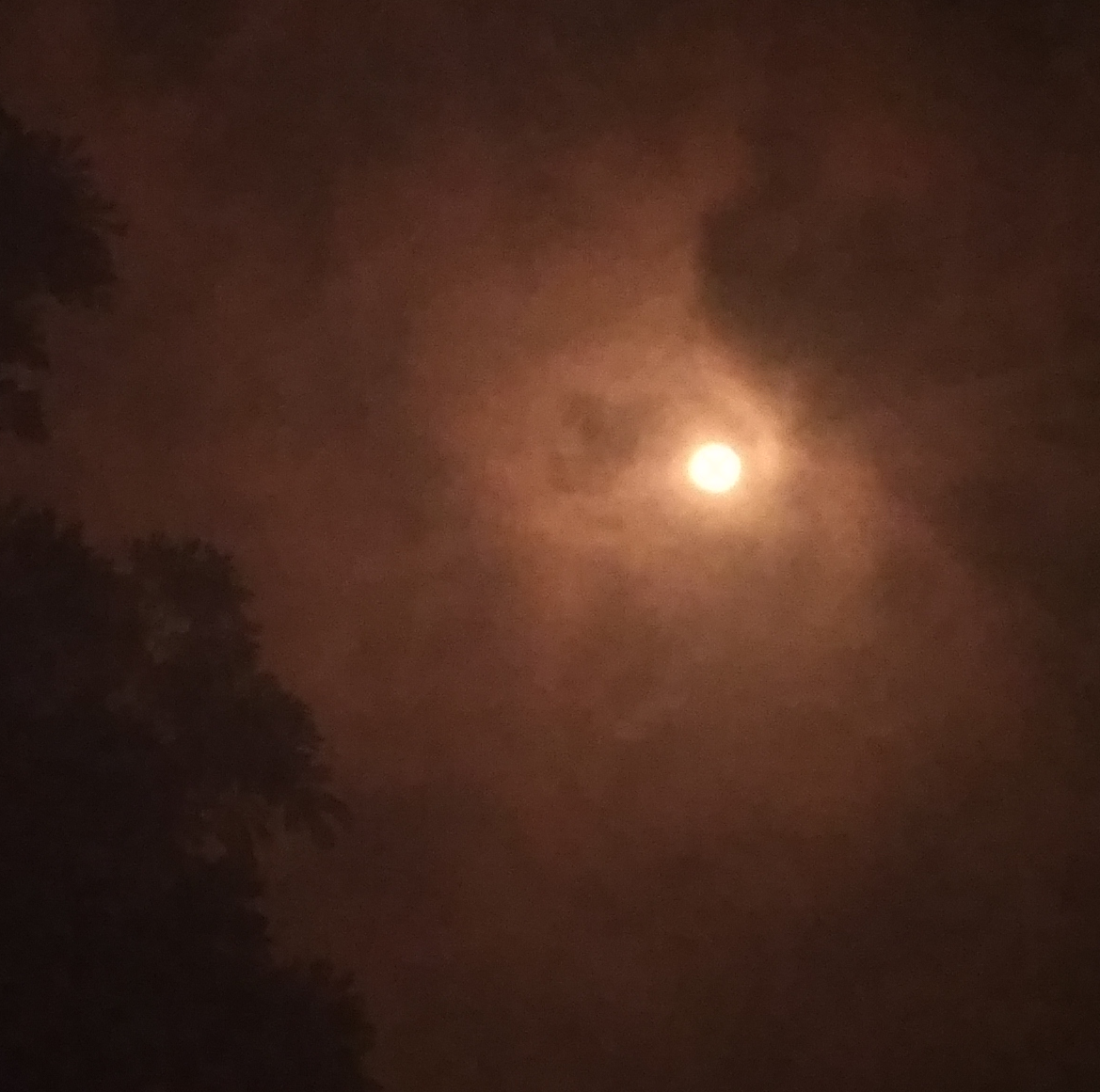
Hình chụp mặt trời vài phút trước khi kết thúc nhật thực tại phía nam vịnh Bengal

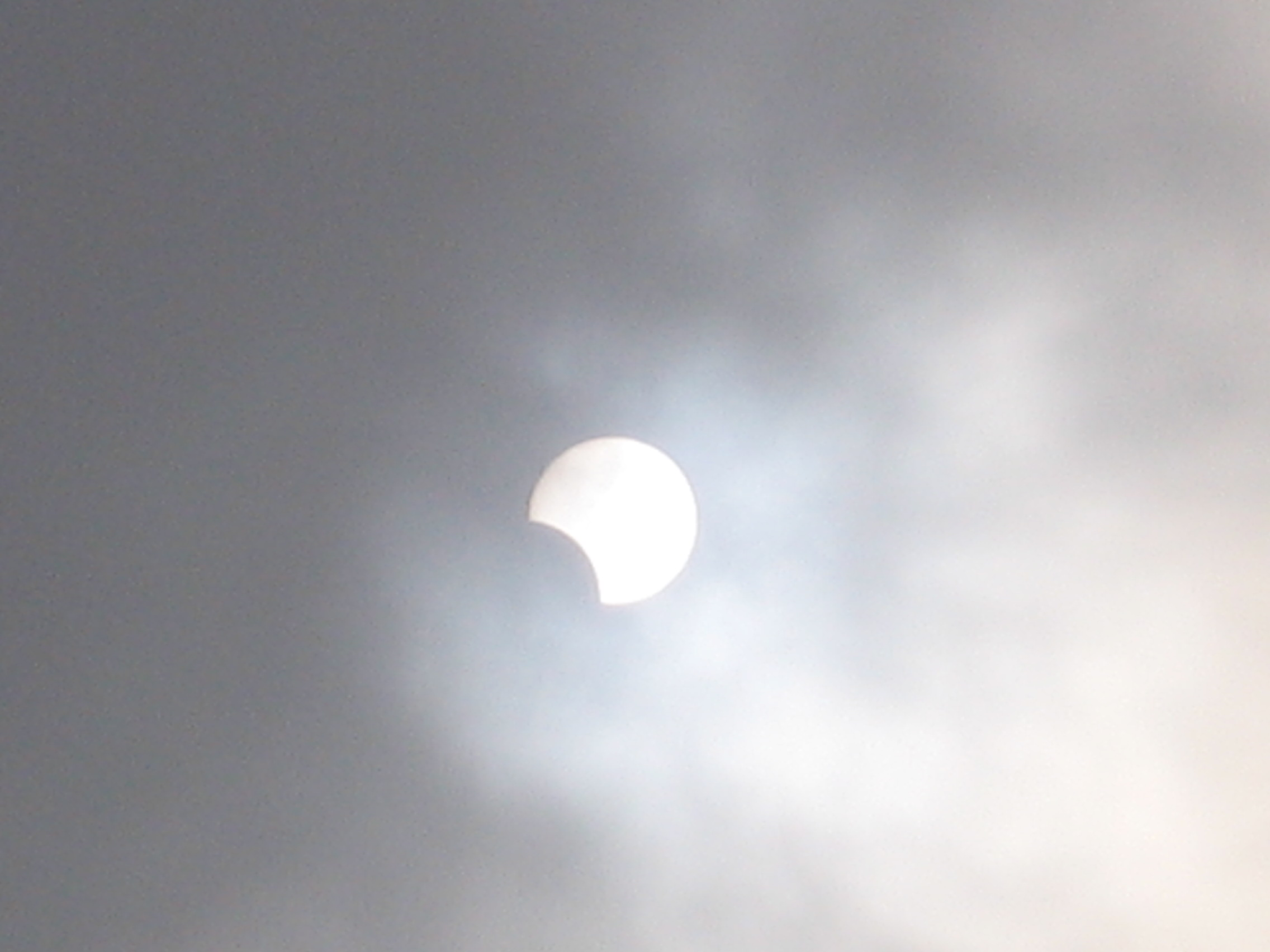
Nhật thực một phần tại Hợp Phì, An Huy, Trung Quốc.

## Những lần nhật thực liên quan

### Các lần thiên thực năm 2019
- Nhật thực một phần ngày 6 tháng 1.
- Nguyệt thực toàn phần ngày 21 tháng 1.
- Nhật thực toàn phần ngày 2 tháng 7.
- Nguyệt thực một phần ngày 16 tháng 7.
- Nhật thực hình khuyên ngày 26 tháng 12.

Astronomers Without Borders thu thập kính nhật thực để phân phối lại cho châu Mỹ Latinh và châu Á cho nhật thực năm 2019 của họ từ nhật thực ngày 21 tháng 8 năm 2017.

### Tzolkinex
- Trước: Nhật thực ngày 13 tháng 11 năm 2012
- Sau: Nhật thực ngày 6 tháng 2 năm 2027

### Chu kỳ nửa Saros
- Trước: Nguyệt thực ngày 21 tháng 12 năm 2010
- Sau: Nguyệt thực ngày 31 tháng 12 năm 2028

### Tritos
- Trước: Nhật thực ngày 26 tháng 1 năm 2009
- Sau: Nhật thực ngày 25 tháng 11 năm 2030

### Solar Saros 132
- Trước: Nhật thực ngày 14 tháng 12 năm 2001
- Sau: Nhật thực ngày 5 tháng 1 năm 2038

### Inex
- Trước: Nhật thực ngày 15 tháng 1 năm 1991
- Sau: Nhật thực ngày 5 tháng 12 năm 2048

### Triad
- Trước: Nhật thực ngày 24 tháng 2 năm 1933
- Sau: Nhật thực ngày 26 tháng 10, 2106

### Các lần nhật thực từ 2018 đến 2021
Mỗi một lượt trong chuỗi chu kỳ nhật thực lặp lại sau khoảng 177 ngày và 4 giờ (một chu kỳ) tại các giao điểm xen kẽ của quỹ đạo Mặt Trăng.
Lưu ý: Nhật thực một phần vào ngày 15 tháng 2 năm 2018 và ngày 11 tháng 8 năm 2018, xảy ra trong loạt kỳ.
| Nhật thực từ năm 2018 đến 2021 | Nhật thực từ năm 2018 đến 2021 | Nhật thực từ năm 2018 đến 2021 | Nhật thực từ năm 2018 đến 2021 | Nhật thực từ năm 2018 đến 2021 | Nhật thực từ năm 2018 đến 2021 | Nhật thực từ năm 2018 đến 2021 |
| ------------------------------ | ------------------------------ | ------------------------------ | ------------------------------ | ------------------------------ | ------------------------------ | ------------------------------ |
| Điểm nút giảm                  | Điểm nút giảm                  | Điểm nút giảm                  |                                | Điểm nút tăng                  | Điểm nút tăng                  | Điểm nút tăng                  |
| Saros                          | Bản đồ                         | Gamma                          | Saros                          | Bản đồ                         | Gamma                          |                                |
| 117 Từ Melbourne, Úc           | 13 tháng 7, 2018 Một phần      |                                | 122 Từ Nakhodka, Nga           | 6 tháng 1, 2019 Một phần       |                                |                                |
| 127 Từ La Serena, Chile        | 2 tháng 7, 2019 Toàn phần      |                                | 132                            | 26 tháng 12, 2019 Hình khuyên  |                                |                                |
| 137                            | 21 tháng 6, 2020 Hình khuyên   |                                | 142                            | 14 tháng 12, 2020 Toàn phần    |                                |                                |
| 147 từ Hà Lan                  | 10 tháng 6, 2021 Hình khuyên   |                                | 152                            | 4 tháng 12, 2021 Toàn phần     |                                |                                |

### Saros 132
Nhật thực này là một phần của chu kỳ Saros 132, lặp lại cứ sau 18 năm, 11 ngày, gồm 71 sự kiện. Chuỗi bắt đầu với nhật thực một phần vào ngày 13 tháng 8 năm 1208. Nó gồm nhật thực hình khuyên từ ngày 17 tháng 3 năm 1569 đến ngày 12 tháng 3 năm 2146, nhật thực lai vào ngày 23 tháng 3 năm 2164 và ngày 3 tháng 4 năm 2183 và nhật thực toàn phần từ ngày 14 tháng 4 năm 2200 đến ngày 19 tháng 6 năm 2308. Chuỗi kết thúc ở sự kiện thứ 71 dưới dạng nhật thực một phần vào ngày 25 tháng 9 năm 2470. Thời gian nhật thực hình khuyên dài nhất là 6 phút, 56 giây vào ngày 9 tháng 5 năm 1641 và toàn phần sẽ là 2 phút, 14 giây vào ngày 8 tháng 6 năm 2290. Tất cả nhật thực trong chuỗi này xảy ra tại điểm nút giảm của Mặt Trăng.
| Chuỗi sự kiện 28-50 xuất hiện trong khoảng từ năm 1690 đến 2100: | Chuỗi sự kiện 28-50 xuất hiện trong khoảng từ năm 1690 đến 2100: | Chuỗi sự kiện 28-50 xuất hiện trong khoảng từ năm 1690 đến 2100: |
| 28                                                               | 29                                                               | 30                                                               |
| ---------------------------------------------------------------- | ---------------------------------------------------------------- | ---------------------------------------------------------------- |
| 11 tháng 6, 1695                                                 | 22 tháng 6, 1713                                                 | 4 tháng 7, 1731                                                  |
| 31                                                               | 32                                                               | 33                                                               |
| 14 tháng 7, 1749                                                 | 25 tháng 7, 1767                                                 | 5 tháng 8, 1785                                                  |
| 34                                                               | 35                                                               | 36                                                               |
| 17 tháng 8, 1803                                                 | 27 tháng 8, 1821                                                 | 7 tháng 9, 1839                                                  |
| 37                                                               | 38                                                               | 39                                                               |
| 18 tháng 9, 1857                                                 | 29 tháng 9, 1875                                                 | 9 tháng 10, 1893                                                 |
| 40                                                               | 41                                                               | 42                                                               |
| 22 tháng 10, 1911                                                | 1 tháng 11, 1929                                                 | 12 tháng 11, 1947                                                |
| 43                                                               | 44                                                               | 45                                                               |
| 23 tháng 11, 1965                                                | 4 tháng 12, 1983                                                 | 14 tháng 12, 2001                                                |
| 46                                                               | 47                                                               | 48                                                               |
| 26 tháng 12, 2019                                                | 5 tháng 1, 2038                                                  | 16 tháng 1, 2056                                                 |
| 49                                                               | 50                                                               |                                                                  |
| 27 tháng 1, 2074                                                 | 7 tháng 2, 2092                                                  |                                                                  |

### Chu kỳ Meton
Bản mẫu:Chu kỳ Meton ngày 25 tháng 12 năm 2000